# La casa en Mango Street
La casa en Mango Street (o La casa en la calle Mango) es una novela escrita por la escritora chicana Sandra Cisneros en 1984. Trata de una niña latina, Esperanza Cordero, y su adolescencia en los arrabales de Chicago, dónde sus vecinos son chicanos y puertorriqueños. Los temas principales incluyen su búsqueda de una vida mejor y la importancia de su promesa de regresar por "los que [ella] dejó atrás". [1] La novela ha sido aclamada por la crítica y también se ha convertido en un best-seller del New York Times. También ha sido adaptado en una obra de teatro por Tanya Saracho.
El estilo en que la novela está escrita por Cisneros es «antipoético», inventado para glorificar y personificar elementos generalmente vistos como aburridos y hasta feos. Cisneros usa una serie de esbozos, que pueden ser vistos como breves poemas, a veces dotados de rima interna, o en conjunto, como capítulos que configuran la narración de la vida de Esperanza.

## Trama
La historia comienza con Esperanza, Ella describe cómo su familia llegó a la casa en Mango Street. Antes de que la familia se estableciera en su nueva casa, ya se mudaban con frecuencia. El lector desarrolla un sentido de la naturaleza observante y descriptiva de Esperanza cuando comienza la novela con descripciones de los  comportamiento y las observaciones sobre los miembros de su familia. Aunque la edad de Esperanza nunca se revela al lector, se da a entender que ella tiene alrededor de trece años. Ella comienza a escribir como una forma de expresarse y como una forma de escapar del efecto sofocante del vecindario. La novela también incluye las historias de muchos de los vecinos de Esperanza, brindando una imagen del vecindario y ofreciendo ejemplos de las muchas influencias que la rodean. Esperanza se hace amiga de Lucy y Rachel Guerrero, dos niñas texanas que viven al otro lado de la calle. Lucy, Rachel, Esperanza y su hermana pequeña, Nenny, tienen muchas aventuras en el pequeño espacio de su vecindario. A medida que avanza, la novela representa la madurez personal en ciernes y la perspectiva mundial en desarrollo de Esperanza.
Los puntos de vista de Esperanza cuando alcanza la pubertad la llevan a hacerse amiga de Sally, una chica de su edad, Sally usa a los niños como un escape de su abusivo padre. Su amistad se ve comprometida cuando Sally abandona a Esperanza por un niño en un carnaval. Como resultado, Esperanza es agredida sexualmente por varios hombres.   Anteriormente en su primer trabajo, un anciano la amenazó para que lo besara en los labios. Las experiencias traumáticas y las observaciones de Esperanza de las mujeres en su vecindario consolidan su deseo de escapar de Mango Street. Más tarde se da cuenta de que nunca la podrá abandonar por completo. Ella promete que después de irse regresará para ayudar a la gente que ha dejado atrás.

## Elementos autobiográficos
Los primeros de la vida de Sandra Cisneros fue un tema que luego utilizaría como escritora en libros como Una casa en Mango Street. Ella era la única hija de siete hermanos. Su familia y específicamente su padre de Cisneros no apoyaron inicialmente su escritura. Su padre nunca quiso que fuera una autora. Cuando estaba creciendo, las únicas latinas famosas eran las de la televisión, y en los años setenta se las veía a menudo en televisión como las chicas del tiempo. Cisneros y su padre la imaginaron como presentadora de noticias por ese motivo. A pesar de carecer de un sistema de apoyo, Cisneros siguió buscando la escritura y utilizó su vida para inspirar sus primeros trabajos. La casa en Mango Street incluye información inspirada en su vida. La historia también trata sobre el tema de la migración y sobre las luchas de su vida durante el mismo, que incluyeron la pobreza y la misoginia. Cisneros comenzó a escribir sobre la protagonista, Esperanza, cuando acababa de graduarse. Creó a la protagonista de los sentimientos personales de desplazamiento que tuvo mientras escribía. Se había graduado recientemente de la Universidad de Iowa y se había sentido marginada como una persona de color, una mujer y de bajo nivel socioeconómico. La casa en Mango Street se convirtió en una forma de solidificar sus identidades mediante la reflexión escrita. Esperanza es una de cuatro hijos, con una hermana menor y dos hermanos menores. En realidad, Cisneros era la niña del medio y la única niña con seis hermanos, dos mayores y cuatro más jóvenes. Mientras escribía, la autora explica que, debido a que era nueva en la ficción, inicialmente deseaba la simplicidad, lo que resultó en que la familia de Esperanza era más pequeña de lo que había sido su familia real. Ella creía que sería más fácil escribir sobre menos miembros de la familia.
- Datos: Q991706